# Palazzo Pignatelli di Strongoli
Le palazzo Pignatelli di Strongoli est un palais de Naples donnant sur la Riviera di Chiaia.

## Histoire
Le palais est bâti en 1820 selon les dessins d'Antonio Niccolini pour le prince de Strongoli. C'est ici que Francesco Pignatelli, comte de Melissa et prince de Strongoli, épousa en 1860 Adélaïde des Baux (en italien Adelaide del Balzo, 1843-1932), femme de lettres et fondatrice dans ce palais d'une académie des lettres et des sciences. Elle fit partie de  l'Académie pontanienne et devint inspectrice de plusieurs institutions d'enseignement napolitaines.
Le portail d'entrée est flanqué de colonnes doriques de marbre blanc et surmonté du blason de la famille Pignatelli en dessous du balcon de l'étage noble.

## Source de la traduction
- (it) Cet article est partiellement ou en totalité issu de l’article de Wikipédia en italien intitulé « Palazzo Pignatelli di Strongoli » (voir la liste des auteurs).